# Шишкін Сергій Євгенійович
Сергій Євгенійович Шишкін — український джазовий бард-піаніст.

## Біографічні відомості

Сергій Шишкін на концерті 2008 р.

Народився 26 червня 1958 р. у м. Володимир-Волинський. Закінчив Володимир-Волинську СШ № 3 (випуск 1975 року).
Музична освіта — Луцьке музичне училище (випуск 1977 року) та Рівненський педагогічний інститут (випуск 1985 року).

### Конкурси
Перший конкурс, на якому Сергій Шишкін отримав призове місце, був «Оберіг» у 1989 році. Цей конкурс фактично дав йому старт.
Лауреат кількох фестивалів, у тому числі:
- «Оберіг» (1989),
- «Червона рута» (1993),
- «Білі вітрила».

### Робота на фестивалях та конкурсах
Організатор Фестивалю молодіжної музики «Володимир» в рідному Володимирі-Волинському в 1994 році.
Неодноразово був членом журі Всеукраїнських музичних фестивалів, серед яких — «Оберіг» та «Перлини сезону». Є постійним членом журі найдавнішого українського рок-фестивалю «Тарас Бульба».

## Творчість
Музичний інструмент — фортепіано.
Сергій Шишкін — виконавець жанру співаної поезії, є єдиним відомим в Україні бардом-піаністом.
Проект «Рок-око» так визначає творчу манеру виконавця:
|  | Сергій Шишкін є єдиним відомим в Україні бардом-піаністом, має яскраву харизму, вирізняється самобутніми екзистенційно-філософськими поглядами на реалії, вже давно заснував та проводить у себе в містечку фестиваль «Володимир». У створенні альбому йому допомагали гітарист і аранжувальник групи «Рутенія» Григорій Лук'яненко, трубач Олег Баковський та саксофоніст Василь Карапулько, власне проект «Шибалукка». |

## Альбоми
Сергій Шишкін записав шість повноцінних студійних сольних альбомів (докладніше про альбоми — на ресурсі «umka»).
2011 року видано два його релізи:
- 2011 — «Мисляча людина» (найкращі пісні різних років)
- 2011 — «Западенська зима» (диск із творів, аранжованих у джазовій стилістиці і названий за однойменним треком).

## Окремі твори
- Сергій Шишкін «Колисанка» — Музикант, піаніст Сергій Шишкін в ефірі програми «Музика для дорослих» на ТВі [Архівовано 20 серпня 2013 у Wayback Machine.].
- Сергій Шишкін — літній блюз
- Сергій Шишкін — Давня Любов — запис каналу TBi 2013 [Архівовано 27 березня 2016 у Wayback Machine.]
- «глина-джаз» Luchesk Band + Сергій Шишкін + Олеся Мудрак на концерті «Шишкін-55»
- Канал Сергія Шишкіна

За версією ресурсу «pisennyk.org», до ТОП5 пісень С. Шишкіна[недоступне посилання з серпня 2019], тексти яких шукають, відносяться:
1. Западенська зима
2. Глина до глини
3. Одинак
4. Осіння повінь
5. Нехай згадають його чоловіком

## Відзнаки
11 липня 2007 року Сергію Шишкіну було присвоєне звання почесного громадянина міста Володимира-Волинського.
Присвоєння звання «Заслужений діяч мистецтв» Президентом України Петром Порошенком

## статті С. Шишкіна про розвиток культури
- 2008. Культура чи економіка? (на прикладі Володимира-Волинського)[7]